# Cylindrotheristus dentatus
Cylindrotheristus dentatus är en rundmaskart som först beskrevs av Christian Wieser 1956.  Cylindrotheristus dentatus ingår i släktet Cylindrotheristus och familjen Monhysteridae. Inga underarter finns listade i Catalogue of Life.